# Hrib pri Cerovcu
Hrib pri Cerovcu este o localitate din comuna Semič, Slovenia, cu o populație de 13 locuitori.